# Ommuring van Bronkhorst
De ommuring van Bronkhorst omvatte de verdwenen middeleeuwse stadsmuur met gracht en stadspoorten van het Nederlandse stadje Bronkhorst, provincie Gelderland. Deze ommuring hoorde oorspronkelijk bij de voorburcht van het kasteel Bronkhorst. Van de ommuring zijn geen zichtbare restanten bewaard gebleven. 

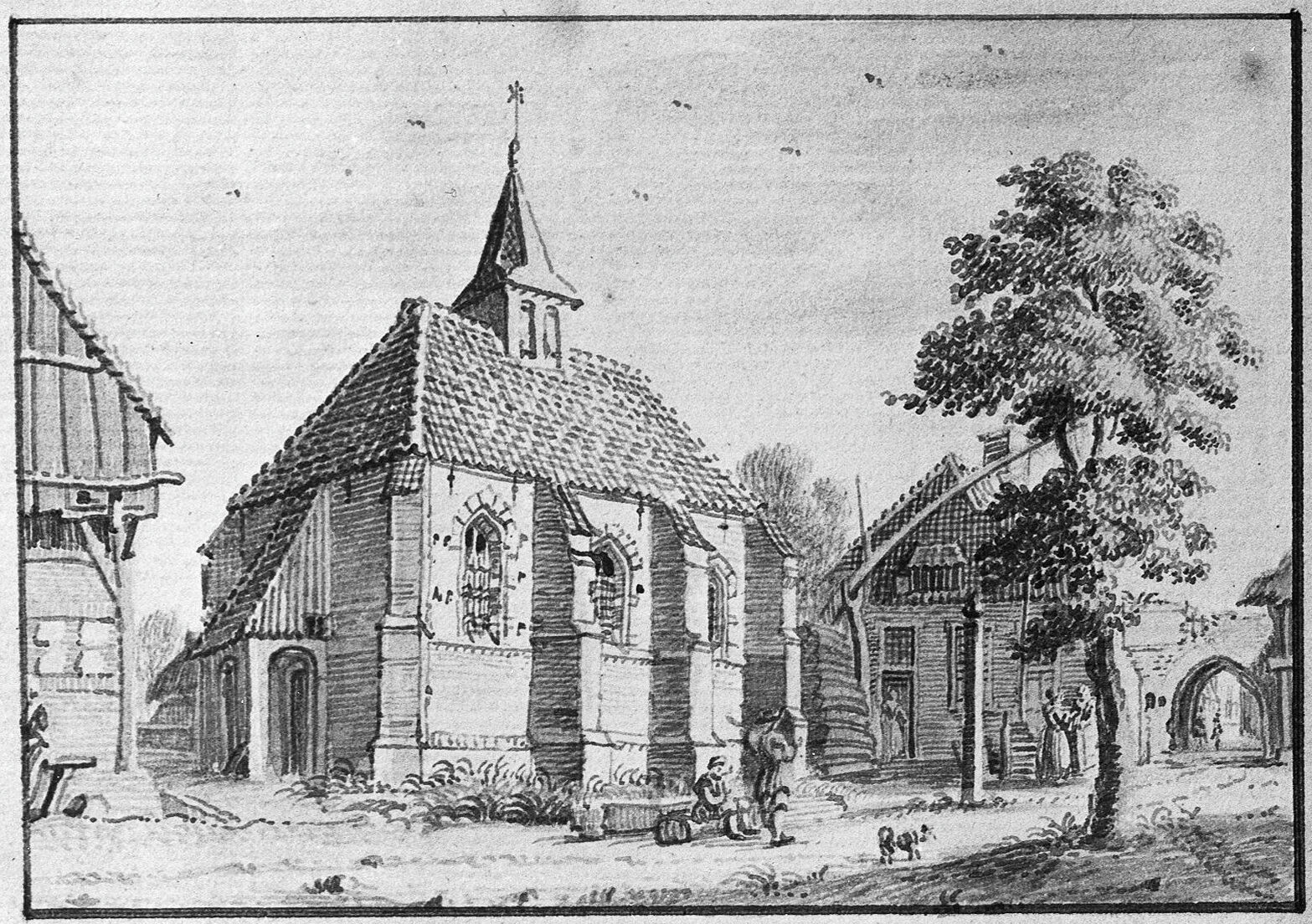
De kerk van Bronkhorst, met rechts de restanten van de Steenpoort (1743)

## Geschiedenis
Het kasteel Bronkhorst is gebouwd door de heren van Bronkhorst, waarschijnlijk al in de 12e eeuw. Aan de oostzijde van het kasteel lag de ommuurde voorburcht, waarbinnen zich vervolgens de nederzetting Bronkhorst ontwikkelde. De oudste vermelding van deze nederzetting dateert uit 1349. Binnen deze voorburcht lag ook de kapel die in 1344 door de heren van Bronkhorst was gesticht. 
In 1371 werd de nederzetting Bronkhorst aangeduid als 'stedeke', vijftien jaar later als 'onsen stedeken end voirborchte van Bronckhorst'. 
Bronkhorst kreeg in 1482 een aantal rechten van Gijsbert VII. Van volwaardige stadsrechten was niet echt sprake.
Eind 1581 bezette de Spaanse veldheer Verdugo het stadje Bronkhorst. Hoewel de Spaanse troepen al snel uit het stadje verjaagd werden, bleef het kasteel tot oktober 1582 in Spaanse handen.

## Beschrijving
De stadsmuur van het stedeken Bronkhorst was oorspronkelijk de ommuring van de voorburcht van het kasteel Bronkhorst. Rondom deze muur lag een gracht. Nog in 1634 waren er delen van de stadsmuur zichtbaar en na de stadsbrand van 1633 is op een deel van de oude stadsmuur het Hoge Huys gebouwd.

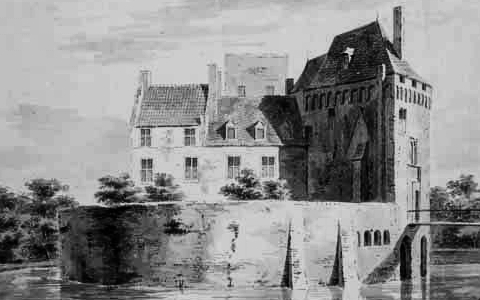
Het kasteel Bronkhorst (1730/1731)

Er waren twee stadspoorten: de Steenpoort aan de oostzijde en de Veerpoort aan de westzijde. De Steenpoort was in 1743 nog in vervallen toestand aanwezig. In 2015 zijn de locaties van de twee poorten in het plaveisel aangegeven.

### Kasteel
Het kasteel Bronkhorst zal in de 12e eeuw als een houten mottekasteel zijn gebouwd. In de 13e eeuw werd een stenen donjon tegen de motte aangebouwd, terwijl de motte zelf werd omsloten door een ringmuur. In later eeuwen zijn er nog vleugels toegevoegd. Het kasteel raakte in de 18e eeuw in verval. De laatste eigenaar was Hermanus Lodewijk Ketjen, die het in 1828 liet afbreken.
Alkmaar · Amsterdam · Blokzijl · Borculo · Bredevoort · Coevorden · Delden · Eibergen · Elburg · Enschede · Genemuiden · Goor · Gorinchem · Haarlem · Hasselt · Hattem · 's-Hertogenbosch · Huissen · Klundert · Lochem · Maastricht · Montfoort · Naarden · Ommen · Ootmarsum · Rhenen · Roermond · Rijssen · Sittard · Sneek · Steenbergen · Steenwijk · Terborg · Valkenburg · Zaltbommel · Zevenaar · Zwartsluis · Zwolle